# Influencer (film)
Pour plus de détails, voir Fiche technique et Distribution.
Influencer est un film américain réalisé par Kurtis David Harder et sorti en 2022.

## Synopsis
Lors d’une excursion solitaire en Thaïlande, l’influenceuse Madison rencontre CW, qui lui montre une façon de voyager beaucoup plus désinhibée. Mais l’intérêt de CW pour elle va prendre une tournure plus sombre.

## Fiche technique
- Titre : Influencer
- Réalisation : Kurtis David Harder
- Scénario : Tesh Guttikonda, Kurtis David Harder
- Photographie : David Schuurman
- Montage : Rob Grant, Kurtis David Harder
- Musique : Avery Kentis
- Production : Jack Campbell, Brandon Christensen, Tesh Guttikonda, Kurtis David Harder, Micah Henry
- Distribution : Shudder
- Durée : 92 minutes
- Pays : États-Unis
- Langue : Anglais
- Dates de sortie :
- États-Unis : 2022
- France : 6 septembre 2023 (vidéo)

## Distribution
- Emily Tennant : Madison
- Cassandra Naud : CW
- Sara Canning : Jessica
- Rory J. Saper : Ryan
- Paul Spurrier : Ruppert